# Calling You (Jevetta-Steele-Lied)
Calling You ist ein Pop-Song, den Bob Telson für Percy Adlons Film Out of Rosenheim (internationaler Titel Bagdad Cafe) schrieb. Der 1988 bei Island Records erschienene Soundtrack enthält sowohl eine von Jevetta Steele gesungene Version, die als leitmotivische Filmmusik dient, als auch eine von Telson eingesungene Variante.

## Entstehung
1985 lernte der US-amerikanische Komponist Bob Telson den deutschen Filmschaffenden Percy Adlon kennen. Laut Telson sah Adlon sich zunächst achtmal das von ihm komponierte Broadway-Musical Gospel at Colonus an, ohne ihn zu kontaktieren. Später rief Adlon ihn an und erwähnte, dass er an seinem ersten englischsprachigen Film arbeitete. Als Telson das Drehbuch las, erkannte er zwar noch nicht das Potential für einen guten Film, war jedoch sehr interessiert daran, erstmals als Filmkomponist zu arbeiten.
Nach eigenen Angaben befand sich Telson beim Schreiben des Songs Calling You gerade am Ende einer Liebesbeziehung. Seine damalige Freundin hielt sich in Wien auf, während er in New York lebte. Telson verließ aus Niedergeschlagenheit kaum das Bett und prokrastinierte drei Monate, bis er sich schließlich an einem Samstagmorgen dazu durchringen konnte, den Song zu schreiben. Er setzte sich an sein Klavier, stellte sich Szenen aus dem Drehbuch vor und schuf innerhalb von rund 90 Minuten den Song inklusive eines Großteils des Liedtextes. Die Refrainzeile I am calling you wählte er wahrscheinlich, weil die gelegentlichen Anrufe nach Wien das Einzige waren, was zu dieser Zeit in seinem Leben passierte.

## Inhalt
Der Text des Songs nimmt Bezug auf die Handlung von Out of Rosenheim und wird im Film in passenden Szenen eingespielt. Beginnend mit den Zeilen A desert road from Vegas to nowhere / Some place better than where you’ve been setzt er ein, als Jasmin Münchgstettner sich nach dem Streit mit ihrem Mann auf den Weg durch die Wüste macht, bis sie in einem little cafe just around the bend ankommt. Mit the baby’s crying, and I cant’t sleep paraphrasiert der Liedtext die anstrengende Situation, in der sich Branda, die Geschäftsführerin des Bagdad Cafés, befindet. Der Refrain I am calling you nimmt die Freundschaft von Brenda und Jasmin vorweg. Das zum Ende des Liedes in Aussicht gestellte sweet release kann so interpretiert werden, dass die Charaktere im Laufe der Handlung ihrer wahren Identität näher kommen.
Musikwissenschaftlerin Anahid Kassabian stufte den Film hauptsächlich als eine Chronologie der Entwicklung der Beziehung zwischen den zwei Hauptfiguren ein. Calling You kategorisiert sie als Liebeslied, das es den Zuschauern erlaube, sich weibliche Freundschaften in erotischen Zusammenhängen vorzustellen, auch wenn beide Frauen zum Schluss wieder mit Männern zusammenkommen.
Der Song wird als eine eindringliche, melancholische Ballade und insbesondere sein Refrain als sehnsuchtsvoll beschrieben. Ein sparsam eingesetztes Keyboard und eine Mundharmonika begleiten den Gesang. Das Lied enthält 4-Noten-Arpeggios (gebrochene Akkorde). Telson orientierte sich beim Komponieren an Musik aus Das Wohltemperierte Klavier von Johann Sebastian Bach (welche auch im Film eine Rolle spielt). Bei dieser bleiben die letzten drei Noten jedes Akkords gleich und nur die Bass-Note ändert sich. Das vergleicht Telson mit dem Gefühl, am selben Platz nur mit unterschiedlicher Beleuchtung zu sein und mit ineinander übergehenden Tageszeiten im Bagdad Cafe. Im Refrain liege die eigentliche Emotion und die Sehnsucht, es finde dabei ein Übergang vom Diatonischen zu einem Chromatismus statt.
In der von Telson gesungenen Soundtrack-Version des Songs begleitet er sich auf dem Keyboard. Neben der Mundharmonika kommen auch Altsaxophon, Gitarre, Schlagzeug und ein Backgroundsänger zum Einsatz.

## Veröffentlichung
Calling You erschien zunächst 1988 auf dem Soundtrack Bagdad Cafe (Original Motion Picture Soundtrack) bei Island Record (als CD, LP und Kassette). Zu dem Album gibt es auch Länderversionen, so veröffentlichte Papagayo/EMI Electrola im gleichen Jahr den Soundtrack unter dem Titel Out Of Rosenheim – Die Filmmusik. Der von Jevetta Steele gesungene Track ist dabei jeweils der erste auf der A-Seite.
1988 brachte Island Record ebenfalls die Single Calling You heraus, mit Interpretin Steele auf der A-Seite und Telson auf der B-Seite. Es erschien dort außerdem eine UK-Version mit dem Akustikstück Zweifach der Kapelle Deininger Blasmusik auf der B-Seite. Die in Frankreich von Disques Adès veröffentlichte Single enthält neben Calling You das von Jearlyn Steele-Battle, Tony Joe White und Marianne Sägebrecht gesungene Lied Brenda, Brenda – The Magic Duet.
Der Song Calling You erschien auf einer Reihe von Kompilationen wie zum Beispiel Slow Motion Vol. 4 – Die schönsten Pop-Balladen der Filmgeschichte (1994, RCA), Pure Voices (2000, EVA / Virgin), 100 Film Classics (2007, Universal) und KuschelLounge (2012, Sony).
Telson arbeitete noch mehrfach mit Adlon zusammen. Als dieser seinen Film Out of Rosenheim zu dem Musical Bagdad Café (Premiere 2004 in Barcelona) umschrieb, steuerte Telson neue Songs bei und fungierte als musikalischer Leiter der Live-Band. Die Hauptrollen übernahmen Sissy Staudinger und Jevetta Steele. Letztere sang dabei unter anderem auch wieder das Lied Calling You.

## Erfolg
Das von Jevetta Steele gesungene Lied war 23 Wochen in den französischen Charts und gelangte dort bis auf Position 8 (Oktober 1988). In Schweden erreichte es Platz 9 der nationalen Charts.
Calling You brachte Bob Telson eine Nominierung für den Oscar in der Kategorie Bester Song bei der Oscarverleihung 1989 ein.
Als der Song 1993 in einem AT&T-Werbespot erneut gespielt wurde, äußerte Billboard-Redakteur Larry Flick, dass Calling You ungerechtfertigter Weise bisher übersehen worden und sein Erfolg lange überfällig sei.

## Coverversionen
Calling You wurde über ein Dutzend Mal gecovert. Einen größeren Charterfolg konnte nur die deutsche Sängerin Juliette Schoppmann 2003 mit ihrer Coverversion verbuchen, unter anderem kam sie bis auf Platz 10 der deutschen Charts. Weitere bekannte Interpreten sind Paul Young (1990), George Michael (1993), Céline Dion (1994, als Single-Auskopplung des Live-Albums À l’Olympia), Natalie Cole (2002), Jeff Buckley (1993) und Barbra Streisand (2003), auf deren Wunsch Telson den Song um eine weitere Strophe ergänzte.